# Guy Costa
Pour les articles homonymes, voir Costa.
Guy Costa, né le 22 février 1964,, est un coureur cycliste trinidadien.

## Biographie
Guy Costa compte plusieurs titres de champion de Trinité-et-Tobago à son palmarès. Il est également devenu champion de la Caraïbe sur route en 2003. En 2005, il s'est classé dixième d'une étape du Tour de Porto Rico. Il a par ailleurs représenté son pays natal aux Jeux d'Amérique centrale et des Caraïbes de 2006. 
Dans les années 2010, il continue de participer à des compétitions cyclistes. En juin 2024, il parvient encore à finir cinquième de son championnat national chez les élites, à soixante ans.

## Palmarès sur route

### Par années
- 2002
  -  Médaillé d'argent du championnat de la Caraïbe du contre-la-montre
- 2003
  -  Champion de la Caraïbe sur route
  -  Champion de Trinité-et-Tobago du contre-la-montre
  -  Médaillé d'argent du championnat de la Caraïbe du contre-la-montre
- 2004
  -  Champion de Trinité-et-Tobago du contre-la-montre
  -  Médaillé de bronze du championnat de la Caraïbe du contre-la-montre
- 2006
  - 3e étape de l'Independence Stage Race
  - Tour de Café :
    - Classement général
    - 1rea étape (contre-la-montre)

  - 2e du championnat de Trinité-et-Tobago sur route
  - 3e de l'Independence Stage Race
- 2007
  - Independence Stage Race
  - Tour de Café :
    - Classement général
    - 1re étape (contre-la-montre)

  - Independence Day Classic
  - 2e du championnat de Trinité-et-Tobago sur route
- 2011
  -  Champion de Trinité-et-Tobago du critérium[3]
  - 2e du championnat de Trinité-et-Tobago du contre-la-montre
- 2012
  - Lady Young Road[4]
  - 2e du championnat de Trinité-et-Tobago du contre-la-montre
- 2016
  - 3e du championnat de Trinité-et-Tobago sur route
- 2017
  - 3e du championnat de Trinité-et-Tobago du critérium

### Classements mondiaux
| Année                                 | 2022  |
| ------------------------------------- | ----- |
| Classement mondial                    | 1970e |
| UCI America Tour                      | 312e  |
|                                       |       |
| Légende : nc = non classéSource : UCI |       |